# Ованесова, Арша Амбарцумовна
Арша́ Амбарцу́мовна Оване́сова (арм. Արշա Համբարձումի Օվանեսովա; 10 [23] декабря 1906, Шуша, Елизаветпольская губерния или Баку — 6 мая 1990, Москва, СССР) — советский режиссёр документального кино. Заслуженный деятель искусств РСФСР (1947). Лауреат Сталинской премии первой степени (1950), обладатель Международной премии Мира (1950).

## Биография
Родилась в бедной армянской семье в Шуше Елизаветпольской губернии (ныне — Азербайджан), (по другим сведениям — в Баку). В тринадцатилетнем возрасте потеряла мать, а в 1918 году её семье пришлось бежать от Кавказской исламской армии в Персию. Вернулась в Баку в 1920 году после разгрома войск Деникина, и тогда вместе со старшей сестрой Верой Арша ушла на Туркестанский фронт, где пробыла полгода. После окончания школы в 1924 году работала в бакинском Торгово-промышленном банке. С 1925 года параллельно с работой посещала занятия в драматическом техникуме и художественном училище.
В 1926 году поступила в Государственного института кинематографии на актёрский факультет. Отучившись год, перешла на режиссуру. Окончила институт в 1932 году. С 1931 года — режиссёр на студии «Союзкинохроника» (ЦСДФ — с 1944 года). В 1931 году выпустила первый номер киножурнала «Пионерия», которым затем руководила 15 лет. В 1941—1943 годах была в эвакуации в Алма-Ате, работала на местной студии кинохроники.
С 1948 года годах преподавала во ВГИКе в режиссёрских мастерских Г. Козинцева и А. Довженко, в 1959 стала организатором и руководителем собственной мастерской неигрового фильма. Из-за тяжёлой болезни в 1961 году была вынуждена уйти со студии и из института.
Член ВКП(б) с 1943 года, член Союза кинематографистов СССР.
А. А. Ованесова скончалась 6 мая 1990 года. Похоронена в Москве на Троекуровском кладбище.

### Семья
- муж — Семён Альтерович Шейнин (1908—1994), кинооператор-документалист;

- сын — Игорь Семёнович Шейнин (1934—2019), геолог;
- сын — Виктор Семёнович Шейнин (1938—2014), оператор игрового кино.

## Фильмография
Режиссёр
- 1936 — ДВК (Детский внешкольный комбинат)
- 1936 — Праздник молодости
- 1936 — Двадцать второй (совместно с Е. Хохановой)
- 1936 — Женский автопробег
- 1936 — Салют пионерам Испании
- 1937 — XX лет Октября (совместно с В. Ерофеевым, Ф. Киселёвым, И. Сеткиной)
- 1937 — Великий праздник (совместно с В. Ерофеевым и Ф. Киселёвым)
- 1937 — Праздник молодости (совместно с Л. Снежинской)
- 1937 — Чудесный костёр
- 1939 — XXV МЮД
- 1939 — Летом в Арктике (совместно с В. Фроленко)
- 1939 — Юннаты
- 1940 — XXVI МЮД
- 1940 — Пионерская правда
- 1942 — Самое дорогое
- 1943 — Олимпиада
- 1945 — Повесть о наших детях
- 1946 — Путешествие по родному краю
- 1947 — Международный фестиваль молодёжи
- 1947 — Слёт юных пионеров Грузии
- 1948 — 30 лет комсомола
- 1949 — Молодые строители коммунизма
- 1949 — Юность мира (СССР — ВНР; совместно с И. Киш)
- 1950 — Советская Армения
- 1953 — Встречи на Волге
- 1955 — На Всесоюзной сельскохозяйственной выставке (совместно с В. Беляевым)
- 1955 — Неделя французского фильма в Москве
- 1955 — Правительственная делегация Демократической Республики Вьетнам в СССР
- 1955 — Пребывание президента Финляндской республики Паасикиви в Москве
- 1955 — Французские кинодеятели в СССР (спецвыпуск)
- 1956 — Школьные годы
- 1957 — Балет на льду
- 1957 — Над нами одно небо
- 1958 — Необыкновенные встречи
- 1959 — Делегация Верховного Совета СССР в Индонезии
- 1959 — На празднике наших друзей
- 1959 — Парламентская делегация Гвинейской Республики в СССР
- 1960 — Визит мира и дружбы
- 1960 — Отчёт народу
- 1960 — Советские гости в Непале

Сценарист
- 1940 — Пионерская правда (совместно с Л. Перцовой)
- 1942 — Самое дорогое (совместно с Л. Перцовой)
- 1946 — Повесть о наших детях (совместно с Л. Перцовой)
- 1950 — Советская Армения (совместно с И. Бачелисом)
- 1953 — Тайна горного озера (совместно с М. Ерзинкян)
- 1956 — Школьные годы (совместно с Л. Перцовой)

## Награды и премии
- орден «Знак Почёта» (14 апреля 1944)[8]
- медаль «За доблестный труд в Великой Отечественной войне 1941—1945 гг.» (1945)[1]
- заслуженный деятель искусств РСФСР (1947)[5]
- медаль «В память 800-летия Москвы» (1948)[1]
- орден Трудового Красного Знамени (6 марта 1950) — за выдающиеся заслуги в развитии советской кинематографии, в связи с 30-летием[9]
- Сталинская премия первой степени (1950) — за фильм «Юность мира» (1949)[5]
- Международная премия мира (1950) — за фильм «Юность мира» (1949)[5]

## Память
Документальный фильм об Ованесовой — «Женщина из стали и слёз» (1992; сценарий Льва Рошаля, режиссёр Сэдда Пумпянская).